# 何塞利托·贝拉斯克斯
何塞利托·贝拉斯克斯（西班牙語：Joselito Velázquez，1993年9月30日—），墨西哥男子拳击运动员。他曾代表墨西哥参加2011年和2015年泛美运动会拳击比赛，获得二枚金牌。他也曾参加2016年夏季奥运会。